# オービン・フジャレ
オービン・ベノーニ・フジャレ(英語: Orvin Benonie Fjare, 1918年4月16日 - 2011年6月27日)は、アメリカ合衆国・モンタナ州出身の政治家、共和党員。 アメリカ合衆国下院議員(通算1期)。

## 経歴・人物
1918年4月16日、フジャレはモンタナ州スウィートグラス郡ビッグ・ティンバー近郊の牧場で生まれた。公立学校を卒業後、地元ビッグ・ティンバーの衣料品店の店員として働き、最終的には衣料品店の共同所有者となった。
1940年、アメリカ陸軍に入隊。1942年に陸軍士官学校を卒業し少尉に任命された。この頃、高校時代からの恋人であったシグリッド・ソルバーグと結婚した。その後、陸軍航空隊に所属し、B-24を操縦士、ニューギニアやフィリピン、沖縄で従軍した。1946年に退役。最終的な階級は大尉だった。
退役後は、地元のビッグティンバーに戻ると、保険の販売員などの職を転々とし、モンタナ公共福祉委員会の委員や ビッグティンバー公立学校理事会の理事などを務めた。
1954年、モンタナ州第2選挙区から連邦下院議員選挙に出馬して当選。翌1956年選挙にも立候補するも、民主党のリロイ・ハーゲン・アンダーソンに敗れ、落選した。1959年に州下院議員を務めた後、1960年にアメリカ上院議員選挙に出馬するも当選を果たせず、以後政界から離れた。
政界引退後は、モンタナ州道路局の広告ディレクターやモンタナ州連邦住宅局の局長を歴任した。さらに晩年は、ドールハウス用のミニチュア家具を製作し、全米で高い評価を受けた。